# José Agustín Ganuza García
José Agustín Ganuza García (Artajona, Navarra, 28 de agosto de 1931) es un religioso español agustino recoleto. Es obispo prelado de Bocas del Toro.

## Vida

### Primeros años
Ingresó en la Orden de Agustinos Recoletos el 26 de septiembre de 1947, ratificando su ingreso el 27 de septiembre de 1952. Fue ordenado sacerdote el 27 de junio de 1954. Estudio en la escuela primaria de Artajona y en el seminario menor de Artieda. Posteriormente, ingresó en el seminario mayor de Sos del Rey Católico, donde estudió filosofía y teología. En 1955, se licenció en teología por la Universidad Pontificia de Comillas
En septiembre de 1958, fue trasladado a Panamá. Fue profesor del colegio san Agustín hasta 1970. Ese año, fue nombrado prelado de Bocas del Toro. Fue vicario provincial de los Agustinos Recoletos en Centroamérica y Panamá. 

### Episcopado
El 12 de marzo de 1970 el papa Pablo VI lo nombró prelado de Bocas del Toro y el 4 de febrero de 1972 obispo titular de Pauzera. Fue consagrado el 27 de mayo del mismo año por Edoardo Rovida, nuncio apostólico en Panamá, acompañado por Marcos Gregorio McGrath C.S.C. y Martín Legarra Tellechea, O.A.R.. El 18 de noviembre de 1977 presentó su renuncia por edad, siendo esta aceptada el 1 de mayo de 2008 por el papa Benedicto XVI. Es presidente del departamento de misiones en la Conferencia Episcopal Panameña, estando a su cargo la Sección de pastoral indígena.